# Molophilus diversistylus
Molophilus diversistylus är en tvåvingeart som beskrevs av Alexander 1927. Molophilus diversistylus ingår i släktet Molophilus och familjen småharkrankar. Inga underarter finns listade i Catalogue of Life.